# Phytomyza solidaginis
Phytomyza solidaginis este o specie de muște din genul Phytomyza, familia Agromyzidae, descrisă de Friedrich Georg Hendel în anul 1920. Conform Catalogue of Life specia Phytomyza solidaginis nu are subspecii cunoscute.